# 아키 (검색 엔진)
아키(Archie)는 FTP 서버의 아카이브(archive)의 인덱스를 만들어, 사람이 특정한 파일을 찾을 수 있도록 만들어진 세계 최초의 검색 엔진이다.
아키는 1990년 캐나다 몬트리올에 위치한 맥길 대학교의 학생이었던 앨런 엠티지(Alan Emtage), 빌 힐런(Bill Heelan), 그리고 피터 J. 도이치(Peter J. Deutsch)가 개발했다. 아키는 단순히 서버의 리소스를 많이 사용하지 않고 일정한 주기마다 FTP 서버에 접속해 파일의 목록을 가져와 로컬에 저장한 다음 유닉스의 grep 커멘드로 검색할 수 있었다. 후에 능률적인 프론트엔드 연구 최종 단계가 개발되어 아키는 단순한 로컬의 툴에 머무르지 않고, 인터넷의 여러 사이트에서 제공되는 인기높은 서비스가 되었다. 이러한 아키 서버는 archie나 xarchie 같은 로컬 클라이언트나 텔넷, 전자 메일, 나중에는 월드 와이드 웹 인터페이스로도 제공되는 등 다양한 방법으로 접근할 수 있었다.
하지만 아키는 파일명만 검색했을 뿐, 파일 내용을 검색하지는 않았다. 이 때문에, 파일명을 모를 경우 해당 파일을 거의 찾을 수 없었다.
아키라는 이름은 "archive"라는 영단어에서 유래했다. 그러나 같은 이름의 만화를 연상시키기도 한다. 이것은 원래 의도한 것은 아니지만, 후에 개발된 고퍼 프로토콜의 검색 엔진인 저그헤드와 베로니카는 이 만화의 주인공의 이름을 따온 것이다.
월드 와이드 웹은 파일을 보다 쉽게 검색할 수 있도록 도와주었고, 그 때문에 현재 이전에 비해 적은 아키 서버들이 가동중에 있다. 게이트웨이는 폴란드 보관됨 2016-12-08 - 웨이백 머신에서 찾을 수 있다.

## 같이 보기
- 앨런 엠티지
- 광역 정보 서버